# 鲁马涅
鲁马涅（法語：Roumagne，法語發音：[ʁumaɲ]）是法国洛特-加龙省的一个市镇，位于该省北部偏西，属于马尔芒德区。

## 地理
鲁马涅（44°37'4"N, 0°20'14"E）面积10.54 平方千米，位于法国新阿基坦大区洛特-加龍省，该省份为法国西南部内陆省份，北起多爾多涅省，西接吉倫特省和朗德省，南至热尔省，东临塔恩-加龙省和洛特省。
与鲁马涅接壤的市镇（或旧市镇、城区）包括：皮斯朗皮永、阿尼亚克、德罗河畔阿勒芒、吉耶讷地区米拉蒙、穆斯捷、圣帕尔杜-伊萨克、德罗河畔拉索沃塔。
鲁马涅的时区为UTC+01:00、UTC+02:00（夏令时）。

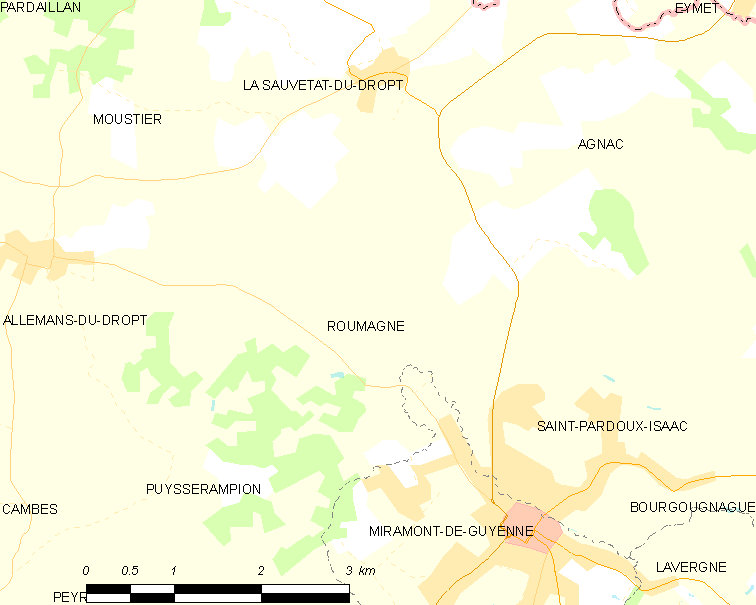
鲁马涅的OSM定位图

## 行政
鲁马涅的邮政编码为47800，INSEE市镇编码为47226。

## 政治
鲁马涅所属的省级选区为德罗河谷县。

## 交通
洛特-加龙省省道D668线和D933线经过境内。

## 人口

1962-2008年间鲁马涅人口变化图示

鲁马涅于2022年1月1日时的人口数量为529人。